# Cheiropleuria bicuspis
Cheiropleuria bicuspis är en ormbunkeart som först beskrevs av Bl., och fick sitt nu gällande namn av Presl. Cheiropleuria bicuspis ingår i släktet Cheiropleuria och familjen Dipteridaceae. Inga underarter finns listade.